# Cratere Clark (Luna)
Clark è un cratere lunare di 52,11 km situato nella parte sud-occidentale della faccia nascosta della Luna, a sud del grande cratere Van der Waals e a nord del cratere Pizzetti di dimensioni analoghe.
Clark ha delle pendici interne ripide e di ridotto spessore, ed un conseguente più ampio pianoro interno. Il bordo è circolare, ma in alcuni punti è eroso. Un piccolo cratere giace sul margine meridionale, ed una coppia di crateri più piccoli su quello nordorientale. Vi è un ingrossamento nel bordo a ovest-sud-ovest. Il pianoro interno mostra i segni di numerosi piccoli impatti, ma non presenta un picco centrale.
Il cratere è dedicato agli astronomi e costruttori di telescopi statunitensi Alvan Clark e Alvan Graham Clark (rispettivamente padre e figlio).

## Crateri correlati
Alcuni crateri minori situati in prossimità di Clark sono convenzionalmente identificati, sulle mappe lunari, attraverso una lettera associata al nome.
| Clark | Coordinate             | Diametro (in km) |
| ----- | ---------------------- | ---------------- |
| F     | 38°39′00″S 123°04′12″E | 31,97            |